# Patacón (moneta)
Il patacón è il nome di varie monete in distinti paesi e di distinte epoche.

## Etimologia
La parola proviene dell'arabo batakká (‘finestra’), poiché molte monete coniate nel Medioevo dagli arabi mostravano sulla faccia la rappresentazione di un mihrab (‘nicchia’ o ‘hornacina’), che somigliava a una finestra.
Questa parola è passata all'italiano come patácca, che inizialmente significava "monete di argento provenienti da paesi islamici" e successivamente "monete di poco valore" e infine "monete falsificate". Nell'italiano odierno significa "truffa" o "frode".

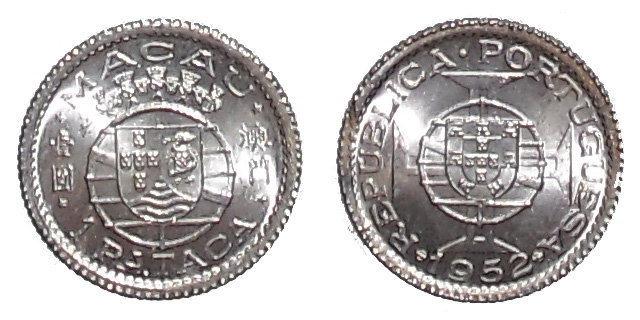
Moneta di una pataca, utilizzata a Macao nel 1952.

In portoghese si è utilizzato il termine pataca per indicare certe monete coloniali, ad esempio quella che usò a Macao (colonia portoghese in Cina) da 1894 fino ad oggi.

## Argentina
In Argentina, i patacones sono stati una famosa serie di monete d'argento emesse nel periodo 1881-1883, denominate ufficialmente «peso moneta nazionale». Si emisero quattro valori:
- 1 m$n (un peso moneta nazionale) (di 25 grammi, 37 mm di diametro, e 900 millesimi di argento),
- 50 centesimi (di 12,5 g, 30 mm e 900 millesimi di argento).
- 20 centesimi (5 g, 23 mm e 900 millesimi di argento) e
- 10 centesimi (2,5 g, 18 mm e 900 millesimi di argento).

L'argentino d'oro era equivalente a 5 m$n (pesi moneta nazionale) o 5 patacones, e il ½ argentino di oro era l'equivalente a 2,5 m$n o 2,5 patacones.
Oggigiorno, i patacones sono celebri nel mondo della numismatica argentina a causa tanto della loro popolarità che della loro scarsità (sommando i suoi tre anni di emissione, si emisero solo 600.000 unità).

### Emissioni per anno

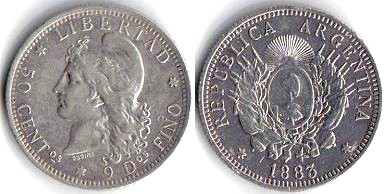
Moneta di argento di mezzo patacón (50 centesimi di peso moneta nazionale) dell'anno 1883. Misurava 30 mm.

Un patacón (1 peso moneta nazionale)
| Data | Quantità coniata |
| ---- | ---------------- |
| 1881 | 62 026           |
| 1882 | 413 711          |
| 1883 | 98 000           |

Mezzo patacón (50 centesimi)
| Data | Quantità coniata |
| ---- | ---------------- |
| 1881 | 1020             |
| 1882 | 476 447          |
| 1883 | 2 273 380        |

Un quinto di patacón (20 centesimi)
| Data | Quantità coniata |
| ---- | ---------------- |
| 1881 | 2018             |
| 1882 | 762 027          |
| 1883 | 1 510 950        |

Un decimo di patacón (10 centesimi)
| Data | Quantità coniata |
| ---- | ---------------- |
| 1881 | 1020             |
| 1882 | 778 131          |
| 1883 | 2 785 650        |

### Un altro patacón argentino (2001-2002)
Si denominò con patacón una serie di provvedimenti di emergenza attuati tra il 2001 e il 2002, mediante la legge 12.727, nella provincia di Buenos Aires, durante il governo di Carlo Ruckauf. Sono stati creati come forma di moneta parallela, per tentare di contenere l'enorme crisi finanziaria che avvenne in Argentina nel 2001.

## Colombia
Si denomina patacón la prima moneta usata in Cúcuta, Colombia. Un dato curioso è che i terreni donati per Juana Rangel di Cuéllar per la fondazione di questa importante città ― il 17 di giugno di 1733― costavano 50 patacones.

## Ecuador
Nel secolo XVIII si usava la parola «patacón» per riferirsi a delle monete di argento o di rame. Con questo significato, il «patacón» è stato vigente nell'Ecuador finché il peso sostituì per il sucre, secondo Darío Guevara, scrittore ecuadoriano del secolo XX.
Il «Patacón» come equivalente di ‘moneta’ è pure riportato nel Dizionario da 1737 fino al 1970.